# Carmina Burana

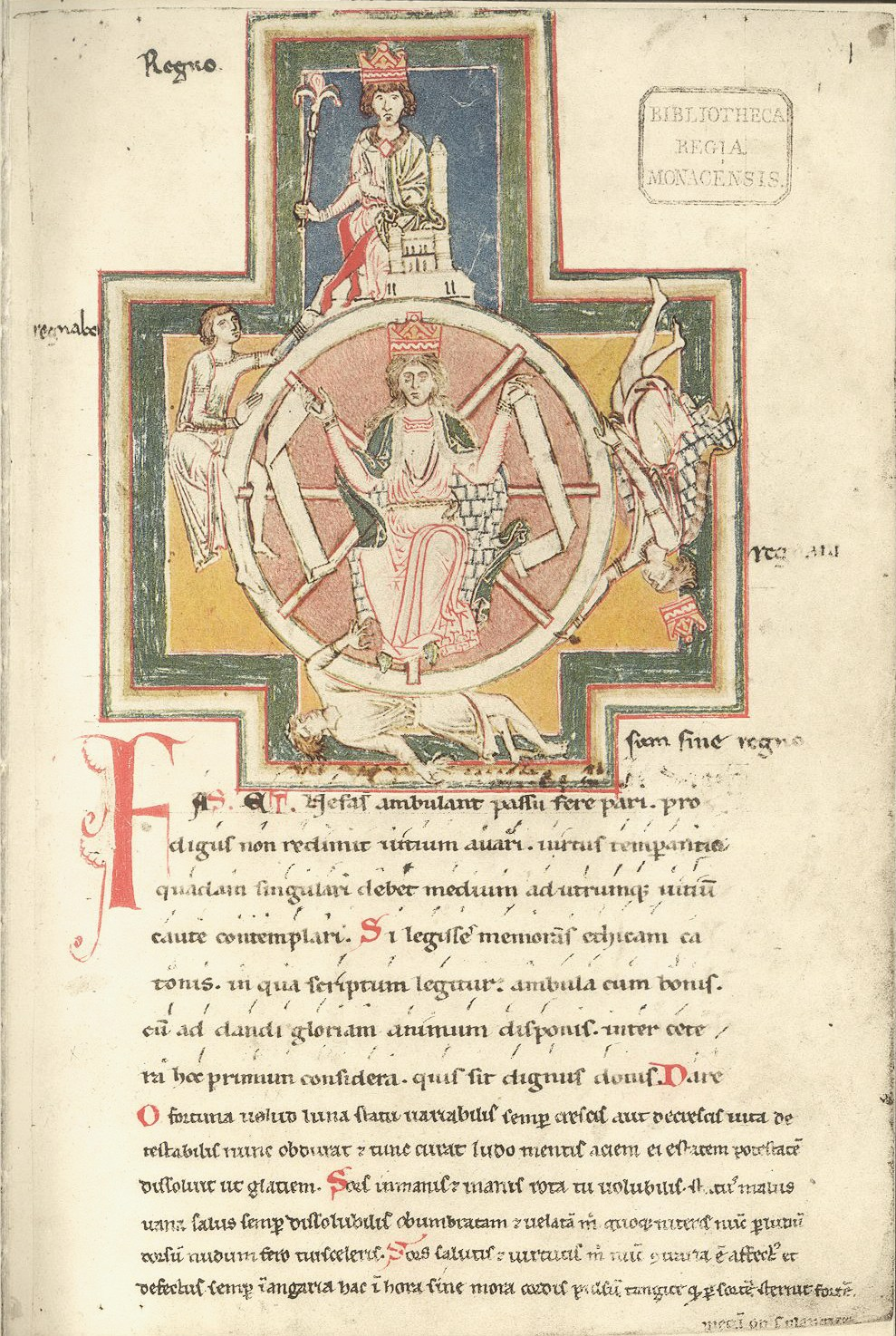
A roda da fortuna, no codex dos Carmina Burana.

Carmina Burana (em português: "Canções de Beuern", sendo "Beuern" uma redução de Benediktbeuern, município situado na Baviera) é o título, em latim  de um manuscrito de 254 poemas e textos dramáticos, datados, em sua maioria, dos séculos XI e XII, sendo alguns  do século XIII. As peças são, em geral, picantes, irreverentes e satíricas e escritas em latim medieval, embora algumas  tenham sido escritas em médio-alto-alemão, com alguns traços de francês antigo ou provençal. Há também partes macarrónicas, numa mistura de latim vernáculo com alemão ou francês.
Os manuscritos refletem um movimento europeu "internacional", com canções originária de Occitânia, França, Inglaterra, Escócia, Aragão, Castela e do Sacro Império.
Vinte e quatro poemas dos Carmina Burana foram musicalizados por Carl Orff em 1936; a composição de Orff rapidamente se tornou popular, o movimento de abertura e de fecho "O Fortuna", tem sido utilizada em filmes e eventos se tornando a peça clássica mais ouvida desde que foi gravada. Entre dezenas de gravações, uma das mais recentes é da London Symphony Orchestra, dirigida por Richard Hickox, com solos de Laura Claycomb e Barry Banks, e lançada pela Chandos em outubro de 2008.

## O códice (século XI-XIII)
O códice encontrado em Benediktbeuern continha poemas dos monges e eruditos errantes — os goliardos —, quase todos escritos em latim medieval, exceto 47 versos, escritos em médio-alto-alemão vernacular e vestígios de frâncico. Um estudioso de dialetos, Johann Andreas Schmeller, publicou a coleção em 1847, dando-lhe  o título de “Carmina Burana”, que, em latim, significa “Canções de Benediktbeuern”.
Acredita-se que todos os poemas fossem destinados ao canto mas os copistas responsáveis pelo manuscrito, nele não indicaram a música de todos os carmes, de modo que só foi possível reconstruir o andamento melódico de 47 deles. O códex é subdividido em seis partes:
-Carmina moralia et satirica (1-55), de caráter satírico e moral;
-Carmina veris et amoris (56-186), cantos primaveris e de  amor;
-Carmina lusorum et potatorum (187-228), cantos orgiásticos e festivos;
-Carmina divina, de conteúdo moralístico-sacro (parte que provavelmente foi adicionada  já no início do século XIV);
-Ludi, jogos religiosos;
-Supplementum, suplemento com diferentes versões dos carmina.
Os textos são muito diferentes entre si e mostram a diversidade da produção goliardesca. Se, de um lado, há os conhecidos hinos orgiásticos, as canções de amor de alto conteúdo erótico e as paródias blasfemas da liturgia, de outro emergem a recusa moralística da riqueza e a veemente condenação à Cúria Romana, por ser voltada apenas à busca do poder. Assim diz o carme n°. 10: 
A morte agora reina sobre os prelados que não querem administrar os sacramentos sem obter recompensas (...) São ladrões, não apóstolos, e destroem a lei do Senhor.
E o carme n°. 11:
Sobre a terra nestes tempos, o dinheiro é rei absoluto (...) A venal cúria papal é cada vez mais ávida dele. Ele impera nas celas dos abades e a multidão de priores, com as suas capas negras, só a ele louva.
Os versos mostram que os chamados clerici vagantes não se dedicavam somente ao vício, mas que se inseriam entre os adversários do crescente mundanismo da Igreja e da conformação monárquica do Papado, ao mesmo tempo que defendiam uma ideologia progressista, distante da clausura da vida monástica.  
Além disso, a variedade de conteúdos do manuscrito é também indiscutivelmente atribuída ao fato de que os vários carmina tenham autores diferentes, cada um com seu próprio caráter, as próprias inclinações e provavelmente a própria ideologia, não se tratando de um movimento cultural literário compacto e homogêneo no sentido moderno do termo. 
Os textos originais são entremeados por notas morais e didáticas, como se usava no primeiro Medievo, e a variedade dos assuntos - especialmente de natureza religiosa e amorosa, mas também profana e licenciosa - e de línguas adotadas, expressa o estilo de vida e o pensamento dos autores, os clerici vagantes ou goliardos, que costumavam deslocar-se pelas várias universidades europeias nascentes, assimilando-lhes o espírito mais concreto e terreno.

## Versões musicais
Um grande número dos textos foram musicalizados por conjuntos de música medieval, como por exemplo Thomas Binkley e o Studio der frühen Musik em 1964; René Clemencic e os Clemencic Consort em 1974; Marcel Pérès e o conjunto Organum em 1989; Berry Hayward e o conjunto Caillard em 1990; Jean-Michel Deliers e o conjunto Alegria em 1991; ou Joël Cohen e os Boston Camerata.
A obra musical mais conhecida que tem por base os textos dos Carmina Burana é incontestavelmente a que foi composta pelo compositor alemão Carl Orff. Orff musicou alguns dos Carmina Burana, compondo uma cantata com o mesmo título, estreada em 8 de junho de 1937, em Frankfurt. Com o subtítulo "Cantiones profanae cantoribus et choris cantandae", a obra, por suas características, pode ser definida também como uma "cantata cênica". A obra de Orff faz parte da trilogia  Trionfi, que o compositor compôs em diferentes períodos, e que compreende os Catulli Carmina (1943) e o Trionfo di Afrodite (1953).

## O Fortuna, Imperatrix Mundi
| Em latim              | Em português                |
| O Fortuna,            | Ó Sorte,                    |
| Velut Luna            | És como a Lua               |
| Statu variabilis,     | Mutável,                    |
| Semper crescis        | Sempre aumentas             |
| Aut decrescis;        | Ou diminuis;                |
| Vita detestabilis     | A detestável vida           |
| Nunc obdurat          | Ora oprime                  |
| Et tunc curat         | E ora cura                  |
| Ludo mentis aciem,    | Para brincar com a mente;   |
| Egestatem,            | Miséria,                    |
| Potestatem            | Poder,                      |
| Dissolvit ut glaciem. | Ela os funde como gelo.     |
|                       |                             |
| Sors immanis          | Sorte imensa                |
| Et inanis,            | E vazia,                    |
| Rota tu volubilis     | Tu, roda volúvel            |
| Status malus,         | És má,                      |
| Vana salus            | Vã é a felicidade           |
| Semper dissolubilis,  | Sempre dissolúvel,          |
| Obumbrata             | Nebulosa                    |
| Et velata             | E velada                    |
| Michi quoque niteris; | Também a mim contagias;     |
| Nunc per ludum        | Agora por brincadeira       |
| Dorsum nudum          | O dorso nu                  |
| Fero tui sceleris.    | Entrego à tua perversidade. |
|                       |                             |
| Sors salutis          | A sorte na saúde            |
| Et virtutis           | E virtude                   |
| Michi nunc contraria  | Agora me é contrária.       |
| Est affectus          | Dá                          |
| Et defectus           | E tira                      |
| Semper in angaria.    | Mantendo sempre escravizado |
| Hac in hora           | Nesta hora                  |
| Sine mora             | Sem demora                  |
| Corde pulsum tangite; | Tange a corda vibrante;     |
| Quod per sortem       | Porque a sorte              |
| Sternit fortem,       | Abate o forte,              |
| Mecum omnes plangite! | Chorai todos comigo!        |